# Thiết giáp hạm Thiết kế A-150
Thiết kế A-150 (Nhật: 超大和型戦艦 Hepburn: Chō Yamato-gata senkan), thường được gọi là lớp Siêu Yamato,  là lớp thiết giáp hạm được lên kế hoạch cho Hải quân Đế quốc Nhật Bản. Để phù hợp với chiến lược chiến tranh của Hải quân Đế quốc Nhật Bản, chúng được thiết kế để có chất lượng vượt trội so với các thiết giáp hạm mà họ có thể phải đối mặt trong chiến tranh, chủ yếu là của Hoa Kỳ và Anh. Để có thể đáp ứng nhu cầu trên, lớp tàu này sẽ được trang bị sáu khẩu pháo 51 cm (20,1 in), loại pháo lớn nhất được gắn trên bất kỳ tàu chiến nào trên thế giới. Việc thiết kế lớp A-150 bắt đầu ngay khi lớp Yamato bắt đầu được khởi công vào năm 1938 – 1939 và bản thảo gần như hoàn thành vào đầu năm 1941. Tuy nhiên, người Nhật bắt đầu tập trung đóng thêm tàu sân bay và các tàu chiến khác nhỏ hơn để chuẩn bị cho cuộc xung đột sắp tới, buộc dự án phải tạm ngưng. Không có chiếc A-150 nào được đặt lườn và nhiều bản thiết kế chi tiết của lớp này đã bị tiêu hủy trong giai đoạn cuối chiến tranh.

## Bối cảnh và thiết kế
Vào những năm 1930, chính phủ Nhật bắt đầu ngả theo đường lối chủ nghĩa dân tộc cực đoan quân phiệt. Nhiều thành viên chính phủ mơ tưởng một đế quốc trải dài từ quần đảo Nhật Bản đến các thuộc địa giàu tài nguyên của phương Tây ở Đông Nam Á và Các quần đảo phòng tuyến ở trung Thái Bình Dương (Khối Thịnh vượng chung Đại Đông Á). Kích thước của lãnh thổ này cộng với việc va chạm với Hoa Kỳ do bành trướng lãnh thổ đẩy nước Nhật phải đóng và duy trì một hạm đội để nắm giữ các lãnh thổ mới này. Hoa Kỳ là một đối thủ đau đầu với Nhật vì nước này sở hữu sức mạnh công nghiệp lớn hơn đáng kể và một số nghị sĩ hàng đầu của Quốc hội Hoa Kỳ đã cam kết rằng họ sẵn sàng "đóng gấp ba lần số tàu của Nhật trong bất kỳ cuộc chạy đua vũ trang hải quân nào".
Hải quân Đế quốc Nhật Bản ngay từ năm 1896 đã nhận ra họ không thể sản xuất bằng bất kỳ đối thủ tiềm năng nào nên tàu của họ cũng phải mạnh hơn tàu tương đương của đối phương. Họ đã tương đối thành công trong cuộc đua về chất lượng trong suốt 40 năm với các tàu chiến-tuần dương lớp Kongou ngay trước Chiến tranh thế giới thứ nhất, các thiết giáp hạm lớp Nagato vào cuối cuộc chiến đó và các thiết giáp hạm lớp Yamato vào cuối thập niên 1930. Dự án A-150 đi theo mô hình này với thiết kế thiết giáp hạm mà vượt trội hơn thiết kế tiềm năng của đối phương mà trong trường hợp này là Hoa Kỳ và Anh.
Những bản thảo đầu tiên của thiết kế A-150 yêu cầu tám hoặc chín pháo 51 cm gắn trong các tháp pháo nòng đôi hoặc ba. Hải quân Nhật Bản chọn pháo 51 cm sau khi sản xuất thành công hải pháo 46 cm/45 Type 94 vào năm 1920 – 1921, khiến cho người Nhật tin tưởng rằng một vũ khí lớn như vậy có thể chế tạo được. Thiết kế được kì vọng sẽ đạt được vận tốc tối đa 30 hải lý trên giờ (56 km/h; 35 mph) để cho phép tàu khả năng chạy vượt xa vận tốc 27 hải lý trên giờ (50 km/h; 31 mph) của thiết giáp hạm lớp North Carolina của Hoa Kỳ. Tuy nhiên, các yêu cầu thiết kế này bị giới hạn lại sau khi các cuộc thử nghiệm cho thấy để đóng một con tàu với thông số đó sẽ dẫn đến một con tàu với lượng choán nước khoảng 91.000 tấn (90.000 tấn Anh). Hải quân Nhật Bản cho một tàu cỡ đó là "quá lớn và quá tốn kém".
Dự án thiết kế chính thức được bắt đầu mở ra và giai đoạn giữa 1938 – 1939. Thiết kế mới này tập chung tạo ra một con tàu gần giống lớp Yamato nhưng được trang bị sáu khẩu 51 cm. Việc tăng kích thước súng là do họ lường trước khả năng người Mỹ sẽ tìm ra kích thước thật của súng Type 94 của Yamato nên chọn cỡ nòng 51 cm để đón đầu khẩu súng mà Mỹ sẽ dùng để đối đầu lại khẩu Type 94 của Nhật.
Bản thiết kế của Dự án A-150 cùng với nhiều tài liệu mật khác của Đế quốc Nhật Bản bị thiêu hủy bởi nội bộ Nhật và các cuộc ném bom phóng hỏa của không quân Đồng Minh vào giai đoạn cuối cuộc chiến.

## Thông số kỹ thuật
Bản thiết kế A-150 về căn bản được hoàn thiện vào đầu năm 1941. Tuy nhiên các bản vẽ này và các tài liệu khác liên qua tới lớp A-150 bị tiêu hủy vào năm cuối cuộc chiến. Sự hủy hoại do đánh bom và các công cuộc của Nhật nhằm không cho các tài liệu của họ rơi vào tay các nước khác dẫn đến sự thiếu sót về thông tin mà các sử gia có thể kiếm được. Đây là lý do thông số chính xác của lớp vẫn là vấn đề còn tranh cãi. Các nhà sử gia biết rằng nó có trọng tải choán nước gần giống với lớp Yamato (70.000 tấn) và đai giáp của nó sẽ dày khoảng 45,7 cm (18 in). Không có xưởng thép nào ở Nhật có thể sản xuất một tấm giáp nào với độ dày đó buộc hải quân Nhật phải ghép hai tấm giáp chồng lên nhau dẫn đến lớp giáp yếu hơn một tấm dày tương đương.

### Vũ khí
Thiết kế A-150 bao gồm một dàn pháo chính gồm sáu khẩu pháo 51 cm/45-caliber gắn trong ba tháp pháo nòng đôi. Nếu được hoàn thiện chúng có thể là các khẩu pháo lớn nhất từng được trang bị cho một tàu chiến chủ lực, vượt trội so với pháo 46 cm trên lớp Yamato. Đây mà một trong những lý do mà sử học gia William H. Garzke và Robert O. Dulin cho rằng lớp A-150 có tiềm năng trở thành thiết kế thiết giáp hạm mạnh nhất lịch sử. Đến năm 1941, Quân xưởng Hải quân Kure đã sản xuất thành công 1-2 khẩu súng này và thiết kế tháp và bệ gắn súng đã được hoàn thiện. Toàn bộ tháp pháo sẽ nặng khoảng 2.780 tấn (2.740 tấn Anh) và mỗi khẩu pháo có khối lượng 227 tấn (223 tấn Anh). Chúng sẽ có tổng chiều dài là 23,56 m (77 ft 4 in) với phần nòng súng có chiều dài vào khoảng 22,84 m (74 ft 11 in). Mỗi đạn xuyên giáp được dùng sẽ có cân nặng 1.950 kg (4.300 lb).
Không có thông tin chính xác về pháo hạng hai của thiết kế A-150. Các nhà sử học Eric Lacroix và Linton Wells cho rằng các kỹ sư Nhật Bản đang cân nhắc việc lắp đặt một số lượng lớn pháo lưỡng dụng 10 cm/56 Type 98 nhưng đây chưa phải là thiết kế cuối cùng. Dựa theo thiết kế của tháp pháo trên lớp Akizuki, Oyodo và Taihou, các tháp pháo này có thể nâng tới 90°, giúp chúng có tầm bắn hiệu quả trong độ cao 11.000 m (12.000 yd) và tầm xa 14.000 m (15.000 yd). Chúng bắn những quả đạn pháo nặng 13 kg (29 lb) với gia tốc đầu nòng lên tới 1.030 m/s (3.400 ft/s). Mặc dù vậy việc bắn đạn với gia tốc cao sẽ làm mài mòn nòng pháo, dẫn đến giảm tuổi thọ thiết kế của chúng xuống chỉ còn khoảng 350 viên đạn. Chúng có thể bắn 15 – 19 viên mỗi phút.

## Đóng tàu
Khi nguy cơ chiến tranh với Hoa Kỳ càng trở nên thực tế nhất là sau khi Nhật chiếm đóng Đông Dương của Pháp vào năm 1940, các dự án thiết kế thiết giáp hạm bao gồm thiết kế A-150 phải bị lùi lại để tập trung vào các dự án ưu tiên như là tàu sân bay và tàu tuần dương. Hai chiếc A-150 được đề cử vào một bản kế hoạch đóng tàu năm 1942. Được đặt tạm là tàu số 798 và 799, chúng sẽ được đóng trong ụ tàu đang được sử dụng cho chiếc Shinano và chiếc Yamato thứ tư. Theo kế hoạch thì hai tàu sẽ được hoàn thiện vào năm 1946 – 1947 nhưng sau thảm họa tại Trận Midway thì nhu cầu đóng các loại tàu khác dẫn đến kế hoạch phải bị đẩy lùi vô thời hạn.